# Landy (bridge)
Pour les articles homonymes, voir Landy.
Au bridge, la convention Landy est utilisée après une ouverture de 1SA, par un adversaire qui montre ainsi des couleurs majeures 5-5, 5-4 ou 4-4. Le joueur n°1 ayant ouvert de 1SA, le joueur n°2 annonce 2♣, et son partenaire (le joueur n°4) rectifiera le plus souvent à 2♥ ou à 2♠ s'il possède au moins 3 cartes dans la couleur. La convention Landy s'utilise aussi en réveil par le joueur n°4. Elle est utilisée dans la plupart des systèmes d'enchères du bridge à travers la planète.

## Histoire
Elle a été inventée par le joueur américain Alvin Landy (1905-1967), qui fut également directeur de l'ACBL.

## Intervention du joueur n°2 à 2♣
Après une ouverture de 1SA, cette intervention montre habituellement:
- soit un bicolore majeur 5-5 d'au moins 8 points H concentrés dans les majeures (camp non vulnérable) ou un peu plus si le camp est vulnérable,
- soit un bicolore majeur 5-4 d'au moins 12 points H,
- soit un bicolore majeur 4-4 d'au moins 15 points H.

Exemple :
| Sud | Ouest | Nord | Est |
| --- | ----- | ---- | --- |
| 1SA | 2♣    |      |     |
| 1.  |       |      |     |

| main de Ouest |            |
| ♠             | R D 10 7 3 |
| ♥             | D V 9 7 5  |
| ♦             | V 2        |
| ♣             | 3          |

Ouest a une main de 9 H, dont 8 H concentrés dans les majeures
Si le joueur n°3 passe, le joueur n°4 répond comme suit :
- Passe : 6 cartes à ♣ sans majeure 4e dans un jeu faible
- 2♦ : demande à son partenaire de nommer la majeure la plus longue. Avec les majeures 4-4 ou 5-5, le joueur n°2 annoncera 2♥. Le joueur n°4 a la possibilité de poursuivre les annonces ultérieurement, car il n'a pas limité son jeu:
  - il passer, ou aller à la manche s'il découvre un bon fit,
  - il pourra annoncer 3♦ avec un ♦ au moins 6e et rien dans les majeures, ce qui est un arrêt
- 2♥ ou 2♠ est une indication de préférence pour la majeure concernée, sans souhait de poursuivre vers la manche
- 3♥ ou 3♠ indique 5 atouts et au moins 5-6 points H
- 4♥ ou 4♠ est un arrêt avec au moins 4 cartes dans la couleur

## Réveil du joueur n°4 à 2♣
Lorsque les joueurs n°2 et 3 ont passé, le réveil du joueur n°4 par 2♣ se pratique avec un bicolore qui peut extrêmement faible en points H. Evidemment, le joueur n°2 devra tenir compte de cette faiblesse possible du n°4 et s'abstenir de pousser à la manche avec par exemple 10 points H.
Exemple :
| Sud | Ouest | Nord  | Est |
| --- | ----- | ----- | --- |
| 1SA | passe | passe | 2♣  |

| main de Est |            |
| ♠           | A 10 7 3 2 |
| ♥           | 10 9 8 5 4 |
| ♦           | 9 2        |
| ♣           | 3          |

Est a une main faible, mais l'As situé avant le mort a néanmoins une grande valeur